# Zbigniew Janas
Zbigniew Piotr Janas (ur. 2 lipca 1953 w Warszawie) – polski polityk, działacz opozycji w PRL, poseł na Sejm X, I, II i III kadencji.

## Życiorys
W 1973 ukończył Technikum Kolejowe im. Jana Rabanowskiego w Warszawie. Od 1974 do 1978 pracował jako maszynista kolejowy w Elektrowozowni Warszawa Ochota. Następnie przez trzy lata był zatrudniony w Zakładach Przemysłu Ciągnikowego Ursus na stanowisku elektromontera.
W latach 1978–1980 był współpracownikiem Komitetu Samoobrony Społecznej „KOR”. W 1980 wstąpił do „Solidarności”, kierował związkiem w Ursusie. Od 1981 wchodził w skład Komisji Krajowej. W czasie stanu wojennego ukrywał się, zasiadał w podziemnych władzach związku. W latach 1985–1989 był działaczem podziemnej Solidarności Polsko-Czechosłowackiej, a w 1989 założycielem Solidarności Polsko-Węgierskiej. W drugiej połowie lat 80. pracował w Spółdzielni Pracy Unicum, był też założycielem i udziałowcem Loran CKM Sp. z o.o.
Od 1989 do 2001 pełnił funkcję posła na Sejm X, I, II i III kadencji, w 2001 nie uzyskał reelekcji. Należał do Ruchu Obywatelskiego Akcja Demokratyczna, Unii Demokratycznej, Unii Wolności i Partii Demokratycznej – demokraci.pl.
Od czasu zakończenia pracy w parlamencie prowadzi działalność gospodarczą (pod firmą Zbigniew Janas Konsultacje Doradztwo), zasiada w radach nadzorczych spółek akcyjnych. Był członkiem władz Fundacji im. Stefana Batorego, pełnił funkcję jej prezesa zarządu, a w latach 1990–1991 dyrektora Forum Europy Środkowo-Wschodniej działającego przy tej fundacji.

## Publikacje
- Spotkania. Każde pozostawia ślad, Wydawnictwo Nieoczywiste, Warszawa 2024, ISBN 978-83-67895-07-1.

## Odznaczenia
- Krzyż Komandorski Orderu Odrodzenia Polski – 2007[1]
- Krzyż Kawalerski Orderu Odrodzenia Polski – 1990 (nadany przez prezydenta RP na uchodźstwie)[2]
- Medal za Zasługi dla Dyplomacji – Czechy[3]